# Um Dia Perfeito
Um dia Perfeito é um filme estadunidense de 2006 do gênero drama. 

## Sinopse
Rob Harlan (Rob Lowe) é um homem de família, casado com Allyson (Paget Brewster) e com uma filha, Carson (Meggie Geisland), que de repente se torna um escritor bem-sucedido. Porém, no meio do caminho, ele encontra um homem misterioso (Christopher Lloyd), que o alerta que ele tem só mais 40 dias de vida. Baseado num romance de Richard Paul Evans.